# Tompkinsville (Kentucky)
Tompkinsville város az Amerikai Egyesült Államok Kentucky államában, Monroe megyében, melynek megyeszékhelye is. Lakosainak száma 2309 fő (2020. április 1.).

## Népesség
A település népességének változása:

| 2010 | 2 402 |
| 2020 | 2 309 |